# Apanteles dentatus
Apanteles dentatus är en stekelart som beskrevs av Muesebeck 1958. Apanteles dentatus ingår i släktet Apanteles och familjen bracksteklar. Inga underarter finns listade i Catalogue of Life.